# Свитек, Владимир
Владимир Свитек (словац. Vladimír Svitek; 19 октября 1962, Банска-Бистрица — 17 февраля 2020, Кошице) — чехословацкий и словацкий хоккеист, нападающий. Чемпион Чехословакии 1986 и 1988 годов, бронзовый призёр чемпионата мира 1989 года.

## Биография
Владимир Свитек известен по выступлениям за словацкий «Кошице» (1980—1990 гг.).
В составе «Кошице» дважды (в 1986 и 1988 годах) становился чемпионом Чехословакии.
В составе сборной Чехословакии завоевал бронзовую медаль чемпионата мира 1989 года.
Помимо словацких команд играл также в Финляндии, Австрии, Словении и Венгрии, где он и завершил карьеру в 2001 году.

## Статистика
За сборную Чехословакии провёл 40 игр, забросил 11 шайб, в том числе на чемпионатах мира 18 игр, 14 очков (7 шайб и 7 передач).
На МЧМ (молодёжных чемпионатах мира) — 12 игр, 15 очков (9 шайб и 6 передач).
В чемпионате Чехословакии — 392 игры, 260 очков (123 шайбы и 137 передач).
В словацкой Экстралиге — 59 игр, 55 очков (30 шайб и 25 передач).
Во второй словацкой лиге — 47 игр, 60 очков (37 шайб и 23 передачи).
В чемпионате Австрии — 42 игры, 54 очка (25 шайб и 29 передач).
В чемпионате Венгрии — 79 игр, 101 очко (60 шайб и 41 передача).

## Достижения
- Чемпион Чехословакии 1986 и 1988
- Чемпион Европы среди юниоров 1979
- Серебряный призёр чемпионата Европы среди юниоров 1980
- Серебряный призёр молодёжного чемпионата мира 1982
- Серебряный призёр чемпионата Финляндии 1991
- Бронзовый призёр чемпионата мира 1989